# 巴克恰爾河
巴克恰爾河是俄羅斯的河流，屬於恰亞河的右支流，由托木斯克州負責管轄，河道全長348公里，流域面積7,310平方公里，河水主要來自融雪，每年十一月至翌年四月結冰。